# コーッテ王国

コーッテ王国
කෝට්ටේ රාජධානිය

1520年代のスリランカ。
黄緑がコーッテ王国。

コーッテ王国（コーッテおうこく、シンハラ語: කෝට්ටේ රාජධානිය、英語: Kingdom of Kotte）は、15世紀から16世紀にかけてスリランカに存在した王国。首都はスリランカ西海岸のコーッテ（現在のスリジャヤワルダナプラコッテ）。コッテ王国とも。コーッテ王国は、スリランカ全土を支配した最後のシンハラ王国である。

## 歴史

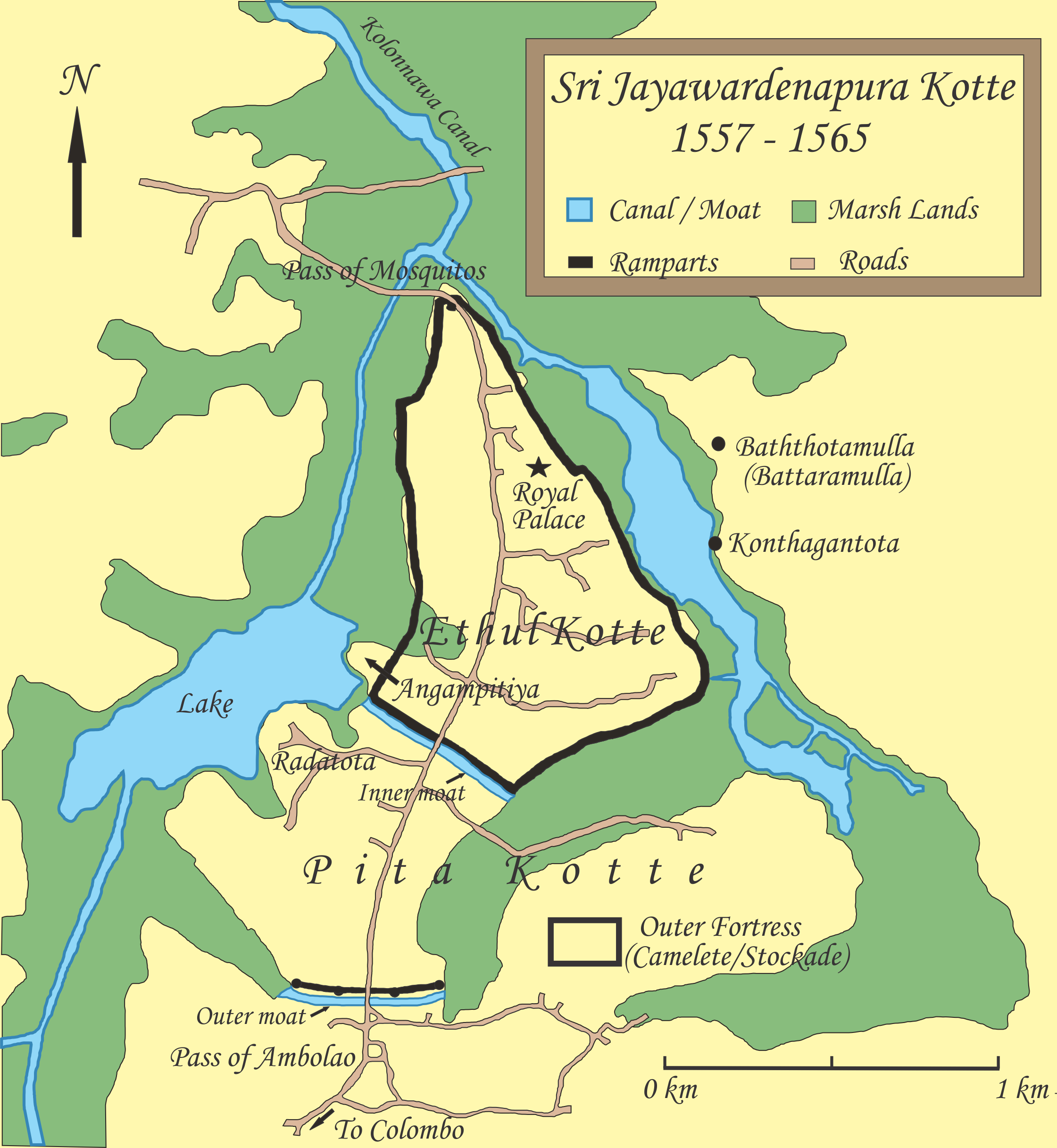
首都コーッテの地図（1557年-1565年）

### 前史
コーッテの地に初めて要塞を築いたのはガンポラ王国の大臣アラカイスワラ（1370年–1385年）である。ヴィクラマバーフ3世の治世の下、西海岸における北方からの侵略者を追い詰めるために要塞が建設された。1411年の明・錫蘭山国戦争でライガマ王国は鄭和に敗れ、アラカイスワラ王が中国の明に連れ去られて王国は滅亡した。

### 建国
1412年にライガマ王国のパラクラマバーフ6世は明の支援で即位し、大きな沼地に囲まれ防御に適したこの地を首都として整備し、1415年に王国の首都をコーッテへと遷都した。王は要塞を強化し、さらに新しい王宮を建設した。彼はヴィジャヤナガル王国とジャフナ王国に対して厳しい姿勢を示し、ワンニ地方を取得するとその地に王に忠実なリーダーを置いた。1450年にはついに北方のジャフナ王国を征服し、スリランカ全土の統一に成功した。しかしパラクラマバーフ6世の死後は地方の力が強くなり、1469年には中部山岳地域でキャンディ王国が成立した。

### ポルトガル到来
1505年にはコロンボの地にポルトガルが上陸、彼らは当初安全な交易を求めていただけだったが、後に王国の歴史に大きな影響を及ぼすことになる。1521年に内紛により王国は3つに分裂、そのうちの一つであるシーターワカ王国が地方の支援を受け勢力を伸ばしたため、コーッテ王国はポルトガルに支援を求めた。1565年、最後の王ダルマパーラは度重なるシーターワカ王国の攻撃からついに首都コーッテを放棄、ポルトガルが守るコロンボへと逃れた。

### 滅亡
コーッテ王国の領土の大半はシーターワカ王国へと併合されたが、そのシーターワカ王国も1594年にポルトガルにより滅ぼされ、王国の領土は最終的にポルトガルにより支配されることとなった。1597年、ダルマパーラの死とともにコーッテ王国は公式にポルトガルへと引き渡され、名実ともにコーッテ王国は滅亡した。